# Viroqua
Viroqua település az Amerikai Egyesült Államok Wisconsin államában, Vernon megyében, melynek megyeszékhelye is. Lakosainak száma 4504 fő (2020. április 1.).

## Népesség
A település népességének változása:

| 2010 | 4 362 |
| 2020 | 4 504 |